# Lișca
Lișca este un film românesc din 1984 regizat de Ioan Cărmăzan. Rolurile principale au fost interpretate de actorii Ecaterina Nazare, Remus Mărgineanu și Valentin Teodosiu.

## Rezumat
Lișca așteaptă reîntoarcerea soțului său, Ionel, plecat pe front, în timpul celui de-al Doilea Război Mondial. După ce numele lui Ionel e trecut pe lista dispăruților pe front, familia Lișcăi o sfătuiește să se recăsătorească. Felix, un moșier, începe să-i facă avansuri, iar Șerban, un prieten al lui Ionel, o cere de soție, motivând că aceasta ar fi fost și dorința soțului femeii. Însă Lișca nu renunță la speranța de a-l revedea într-o zi pe Ionel.

## Distribuție
Distribuția filmului este alcătuită din:
- Ecaterina Nazare — Lișca Camburu, o femeie din Câmpia Bărăganului care-și așteaptă bărbatul să vină din război
- Remus Mărgineanu — Felix, moșierul îndrăgostit de Lișca
- Valentin Teodosiu — Șerban, prietenul și camaradul de arme al lui Ionel Camburu
- Virginia Rogin — Silica Boiangiu, prietena Lișcăi
- Simion Hetea — Manole, tatăl adoptiv al Lișcăi
- Petre Nicolae — Ilie, fratele Lișcăi
- Leni Pințea-Homeag — dra Marga (menționată Leni Pintea Homeag)
- Zoltán Vadász — Vasile Pătrașcu, țăranul bețiv care vrea să cumpere șaua lui Camburu (menționat Zoltan Vádasz)
- Valentin Uritescu — Mitru, nebunul satului
- Papil Panduru — sergentul Ionel Camburu, soțul Lișcăi, geambaș de cai, decorat de două ori pe front
- Catrinel Paraschivescu — Didina, prietena Lișcăi
- Avram Birău — Laur, fratele Lișcăi
- Cristina Tacoi — mama lui Viorel
- Gilda Marinescu — doamnă invitată la petrecerea de la conacul lui Felix
- Mariana Zaharia
- Ion Andrei
- Emil Bozdogescu
- Ion Borochină
- Constantin Ghenescu — poetul invitat la petrecerea de la conacul lui Felix
- Paul Chiribuță — soldatul Radu Z. Rădulescu, iubitul Silicăi
- Constantin Bîrliba
- Marian Stan
- Tamara Popescu
- Valentin Mihali
- Florica Niculescu
- Iancu Goanță
- Cristian Ștefănescu
- Nicolae Dide
- Vasile Popa — lăutarul care cântă la vioară
- Vasile Marcel
- Aurel Popescu
- Leonte Amorțitu
- Luana Stoica
- Margareta Florescu
- Bogdan Popescu
- Marian Drăgan
- Nicoleta Bîlă
- Iordan Mirea
- Vasile Crăiescu
- Laurian Vilț
- Fabiana Nan
- Georgiana Bîlă
- Ion Neacșu
- Eugen Tudor

## Primire
Filmul a fost vizionat de 1.196.393 de spectatori în cinematografele din România, după cum atestă o situație a numărului de spectatori înregistrat de filmele românești de la data premierei și până la data de 31 decembrie 2014 alcătuită de Centrul Național al Cinematografiei.